# Soungalodaga
Soungalodaga est une commune rurale située dans le département de Bama de la province du Houet dans la région des Hauts-Bassins au Burkina Faso.

## Économie
L'économie de la commune de Soungalodaga est basée sur le développement important de la culture du coton.

## Éducation et santé
Soungalodaga accueille un centre de santé et de promotion sociale (CSPS) tandis que le centre hospitalier régional (CHR) se trouve à Bobo-Dioulasso.